# Cambarellus patzcuarensis
El acocil de Pátzcuaro (Cambarellus patzcuarensis) es una especie de crustáceo decápodo dulceacuícola del infraorden Astacidea, endémico de México.
La variante de color naranja (Cambarellus patzcuarensis var. orange) de esta especie es muy popular en la acuariofilia y es conseguida mediante selección genética por lo que no se encuentra en la naturaleza.

## Descripción
Las hembras alcanzan una longitud corporal de hasta 40 mm, los machos, con unos 30 mm, son más pequeños.
Los machos poseen unas pinzas, típicas en todos los ejemplares de la familia Cambaridae, que usa para voltear a la hembra durante la cópula.
En la naturaleza, Cambarellus patzcuaresis tiene una coloración gris-marrón, que varia en la intensidad. El color es más oscuro e intenso poco después de la muda. El color de Cambarellus patzcuaresis es parecido al de especies emparentadas, como Cambarellus montezumae o Cambarellus shufeldtii.
La variante Cambarellus patzcuarensis "orange" es de color naranja, a veces con manchas naranja oscuro. En la naturaleza esta coloración sería una señal demasiado llamativa para los depredadores. El tono gris-marrón de los animales salvajes es el camuflaje perfecto en su hábitat natural. Por esto, el color naranja solo se ha dado en acuarios.

## Distribución y hábitat
Este crustáceo proviene del Lago de Pátzcuaro, estado de Michoacán, México. El pH del lago es aproximado a los 9 y el gH entre los 12,5 y los 18 dGH.
El lago es un lago volcánico, que se encuentra a más de 2000 m de altura. La temperatura varia entre los 15 °C y los 25 °C durante el año.
Cambarellus patzcuarensis habita en suelos fangosos entre plantas acuáticas, como Ceratophyllum demersum y Potamogeton illineosis.

## Comportamiento

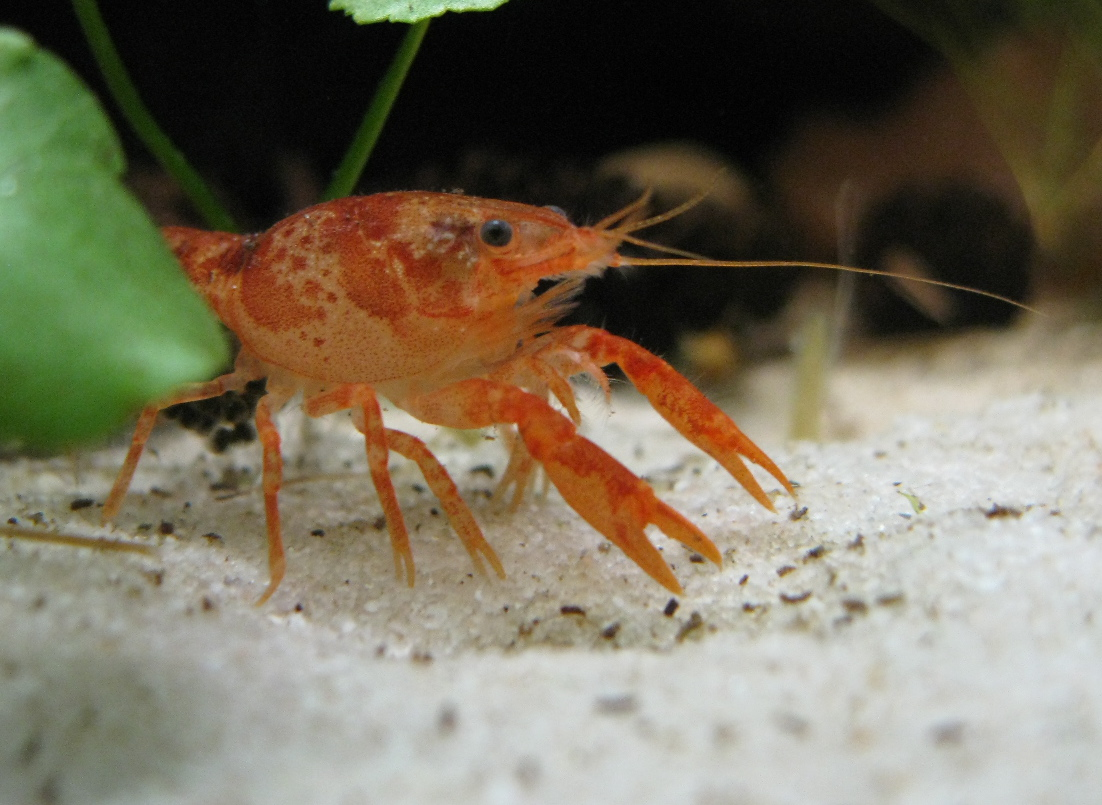
Variante naranja del Cambarellus patzcuarensis.

### Alimentación
Esta especie es omnívora; se alimenta de vegetación acuática, detritus, al igual que de pequeños vertebrados e invertebrados en las aguas donde habita.

### Reproducción
Cambarellus patzcuarensis es una especie ovípara. Dada la corta expectativa de vida de unos 18 meses, alcanzan la madurez sexual tempranamente, entre el tercer y cuarto mes de vida.
El apareamiento se produce poco tiempo después de la muda de la hembra.
La gestación dura alrededor de tres semanas. La hembra lleva entre 40 y 60 huevos, de los cuales retira los que no hayan sido fecundados y se los come. Después de la incubación, nacen los jóvenes de unos 3 mm.